# Koch-Platte
Die Koch-Platte ist eine schräg gestellte, kreisrunde Spielfläche mit einsichtiger räumlicher Gliederung für das Theater und die Oper.
Entwickelt wurde die Koch-Platte vom Regisseur und Namensgeber Heinrich Koch zusammen mit dem Bühnenbildner Franz Mertz in den 1950er Jahren am Deutschen Schauspielhaus Hamburg. Sie prägte dort Aufführungen wie Peer Gynt. Sie wird bis heute als Stilmittel bei Inszenierungen eingesetzt.